# Wolgaïsche talen

etnolinguïstische kaart bij benadering van de vijf Wolgaische volken in de 9e eeuw
Merja
Mari
Mesjtsjera
Moeroma
Mordwienen

De Wolgaïsche talen, ook wel Wolgafinse talen, zijn een subgroep van de Finoegrische taalfamilie. Onder de Wolgaïsche talen vallen het Mari (Berg Mari en Weide Mari) en het Mordwiens (Erzja en Moksja). Ook de uitgestorven talen Merjaans, Mesjtsjera en Moeromisch worden tot deze groep gerekend. 

## Discussie
Er zijn enkele bezwaren bij het hanteren van deze groepering waardoor de aanname van een voorafgaande Wolgaïsche basistaal betwist wordt.
- Het Mordwiens en het Mari vertonen minder overeenkomsten met elkaar qua structuur en lexicologie dan bijvoorbeeld het Mordwiens en de Oostzeefinse talen. Er zijn twintig isoglossen die overeenkomen met elkander terwijl er meer overeenkomsten zijn tussen Mordwiens en andere Oostzeefinse talen (meer dan honderd) en het Mari en andere Permische talen (honderdvijftig woorden).
- Hoewel er wel overeenkomsten zijn in de zinsbouw, is hier geen sprake van gemeenschappelijke innovatie.
- Ook de overeenkomsten tussen de Mordwiense en Marische morphologische isoglossen zijn ontkracht als gemeenschappelijke innovatie.
- Op het gebied van zowel lexicologie, fonologie en morfologie heeft het Mordwiens meer overeenkomsten met de Oostzeefinse talen dan met het Mari